# Chapel Hill (Carolina del Nord)
Chapel Hill és una localitat de Carolina del Nord, seu de la Universitat de Carolina del Nord (UNC), la universitat estatal més antiga dels EUA. Segons el cens de l'any 2010, tenia 57.233 habitants.
L'any 2005 la població metropolitana era de 1.509.560 habitants, segons "US Office of Management and Budget's Metropolitan Combined Statistical Area".
Chapel Hill, Durham i Raleigh formen les tres cantonades del Research Triangle, un parc de recerca creat el 1959 i situat entre Durham i Raleigh.

## Història
Chapel Hill (el pujol de la capella), o almenys el centre de ciutat, s'assenta de fet sobre un pujol—originalment anomenat de "la Capella de Nova Esperança" per la capella que va haver-hi allí una vegada. "The Carolina Inn" (fonda de Carolina), ocupa actualment el lloc de la capella original. La ciutat va ser fundada el 1819 per servir a la universitat de Carolina del Nord i es va desenvolupar al voltant d'ella. La ciutat va ser reconeguda el 1851, i el seu carrer principal, carrer de Franklin, va ser nomenat en memòria de Benjamin Franklin.
El 1968, solament un any després que les seves escoles s'integressin completament, Chapel Hill va esdevenir el primer municipi predominantment blanc al país a triar a un alcalde afroamericà, Howard Lee. Lee va servir a partir de 1969 fins a 1975 i, entre altres coses, va ajudar a establir el Chapel Hill Transit, i el sistema d'autobús de la ciutat. Uns 30 anys més tard, el 2002, es va aprovar la gratuïtat dels autobusos, fet que va portar un augment dels impostos; els autobusos es financen a través dels impostos de Chapel Hill i de Carrboro i dels abonaments dels estudiants de la "UNC".

## Geografia
Chapel Hill se situa a la part sud-est del comtat d'Orange, amb fronteres municipals amb el comtat de Durham a l'est i amb el comtat de Chatham al sud. Té un terme compartit a l'oest amb la ciutat de Carrboro, i a l'est amb la ciutat de Durham.
El següent diagrama mostra les poblacions més properes:
La petita localitat de Bynum es troba a 18 km al nord de Chapel Hill.

## Residents notables
- Andy Griffith, actor

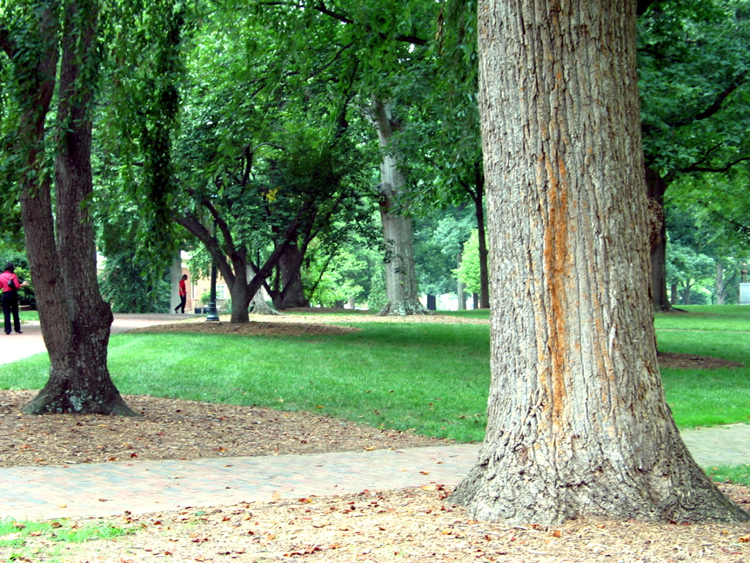
Campus de la "UNC" al centre de la ciutat.

- Bunny Hearn, pitcher en la "major league baseball"
- Dexter Romweber, rockabilly
- James Taylor, músic popular
- Elizabeth Cotten, cantant de blues
- Floyd Council, cantant de blues, el "Floyd" en Pink Floyd
- Howard Lee, polític
- Daniel Wallace, autor de Big Fish
- Charles Kuralt, editor de The Daily Tar Heel
- Fred Brooks, pioner informàtic
- John Reid Edwards, senador dels Estats Units, en 2004 candidat a Vicepresident i el 2008 candidat Presidencial
- Paul Green, escriptor
- Jack Hogan, actor, reconegut pel seu paper com "Private William Kirby" en la sèrie de televisió Combat!, 1962-1967
- Elisha Mitchell, geòleg
- Frank Porter Graham, senador dels Estats Units i rector de la Universitat de Carolina del Nord en Chapel Hill
- Dean Smith, antic entrenador de bàsquet
- Michael Jordan, jugador de bàsquet
- Porter Robinson, Disc Jockey
- Mia Hamm, jugador de futbol europeu
- Thomas Wolfe, novel·lista
- Lewis Black, actor
- Kent Williams, pintor, dibuixant i artista de comics
- Terry Sanford, United States senator i governor de Carolina del Nord
- Sarah Dessen, autor
- Sarah Gibson, cantant i compositora
- Mary Pope Osborne, autor
- Chris Stamey, músic
- William Carter Love - O.S. Representative de Carolina del Nord
- Ben Folds, músic
- Roy Williams, entrenador de bàsquet
- Cam Cameron, entrenador cap, Miami Dolphins
- Llorer Holloman, actríz
- Spencer Chamberlain, músic
- K.A. Applegate, autor
- Lawrence Ferlinghetti, editor i poeta

## Punts d'interès
- Jardí Botànic de Carolina del Nord
- Coker Arboretum
- William Lanier Hunt Arboretum
- North Carolina Children's Symphony
- North Carolina Collection Gallery, UNC campus